# گور گیراگوسیان
گور کارویی گیراگوسیان (ارمنی: Գոռ Կարոյի Կիրակոսյան؛ انگلیسی: Gor Kirakosian؛ زادهٔ ۲۷ مهٔ ۱۹۸۱) کارگردان فیلم، فیلم‌نامه‌نویس، تدوین‌گر، تهیه‌کننده فیلم و بازیگر اهل ارمنستان است. وی از سال ۲۰۰۴ میلادی تا کنون مشغول فعالیت می‌باشد.

## زندگی‌نامه
وی در ۲۷ مه ۱۹۸۱ در ایروان به دنیا آمد و در سن ۱۱ سالگی به ایالات متحده آمریکا نقل مکان نمود و در گلندیل (کالیفرنیا) زندگی می‌کند. وی از مرکز هنری طراحی در پاسادینا فارغ‌التحصیل گشت. .

## گزیده فیلم‌شناسی
- داستان بزرگ در یک شهر کوچک (۲۰۰۶)
- گمشده و پیداشده در ارمنستان (۲۰۱۲)
- حرکت شوالیه (۲۰۱۳)